# Bernhard Kirchgässner
Bernhard Kirchgässner (* 28. Juni 1923 in Karlsruhe; † 24. September 2007) war ein deutscher Historiker und Wirtschaftswissenschaftler.
Kirchgässner wurde 1952 an der Albert-Ludwigs-Universität Freiburg im Breisgau in Wirtschaftswissenschaften promoviert. Von 1973 bis 1991 hatte er eine Professur für Wirtschafts- und Sozialgeschichte an der Universität Mannheim inne. Er war seit 1968 Mitglied der Kommission für geschichtliche Landeskunde in Baden-Württemberg und seit 1980 Vorsitzender des Südwestdeutschen Arbeitskreises für Stadtgeschichtsforschung.

## Schriften
Selbstständige Schriften
- Wirtschaft, Finanzen, Gesellschaft. Ausgewählte Aufsätze. Festgabe zu seinem 65. Geburtstag. Hrsg. von Josef Wysocki, Thorbecke, Sigmaringen 1988.
- Einführung in die Wirtschaftsgeschichte. Grundriss der deutschen Wirtschafts- und Sozialgeschichte bis zum Ende des alten Reiches, Werner, Düsseldorf 1979.
- Wirtschaft und Bevölkerung der Reichsstadt Esslingen im Spätmittelalter. Nach den Steuerbüchern 1360–1460, Stadtarchiv, Esslingen 1964.
- Das Steuerwesen der Reichsstadt Konstanz 1418–1460. Aus der Wirtschafts- und Sozialgeschichte einer oberdeutschen Handelsstadt am Ausgang des Mittelalters, Thorbecke, Konstanz 1960.

Herausgeberschaften
- mit Joachim Schultis: Wald, Garten und Park: vom Funktionswandel der Natur für die Stadt. Thorbecke, Sigmaringen 1993 (= Stadt in der Geschichte, 18), ISBN 978-3-7995-6418-2.
- mit Hans-Peter Becht: Residenzen des Rechts, Thorbecke, Sigmaringen 1993 (= Stadt in der Geschichte, 19), ISBN 978-3-7995-6419-9.
- mit Hans-Peter Becht: Vom Städtebund zum Zweckverband, Thorbecke, Sigmaringen 1994 (= Stadt in der Geschichte, 20), ISBN 978-3-7995-6420-5.
- mit Hans-Peter Becht: Stadt und Handel, Thorbecke, Sigmaringen 1994 (= Stadt in der Geschichte, 22), ISBN 978-3-7995-6422-9.
- mit Hans-Peter Becht: Stadt und Repräsentation, Thorbecke, Sigmaringen 1995 (= Stadt in der Geschichte, 21), ISBN 978-3-7995-6421-2.
- mit Hans-Peter Becht: Stadt und Mäzenatentum, Thorbecke, Sigmaringen 1999 (= Stadt in der Geschichte, 23), ISBN 978-3-7995-6423-6.
- mit Hans-Peter Becht: Stadt und Bildung, Thorbecke, Sigmaringen 1999 (= Stadt in der Geschichte, 24), ISBN 978-3-7995-6424-3.
- mit Hans-Peter Becht: Stadt und Theater, Thorbecke, Stuttgart 1999 (= Stadt in der Geschichte, 25), ISBN 978-3-7995-6425-0.
- mit Hans-Peter Becht: Stadt und Archäologie, Thorbecke, Stuttgart 2000 (= Stadt in der Geschichte, 26), ISBN 978-3-7995-6426-7.
- mit Hans-Peter Becht: Stadt und Revolution, Thorbecke, Stuttgart 2001 (= Stadt in der Geschichte, 27), ISBN 978-3-7995-6427-4.